# Силверстайн, Шел
Шел Силверста́йн (англ. Shel Silverstein, произносится Шел Силверстин /ʃɛl ˈsɪl.və.stiːn/; 25 сентября 1930 — 10 мая 1999) — американский поэт, музыкант, карикатурист, сценарист, автор песен и детских книг, читателям последних известный как Дядюшка Шелби (англ. Uncle Shelby). Некоторые свои карикатуры он подписывал инициалами S.S.
Имя Шела Силверстина стало широко известно благодаря детским книгам, которые он сам же и иллюстрировал, — прежде всего, «Пропавший кусочек», «Свет на чердаке», «Где кончается тротуар», «Щедрое дерево». Сам автор говорил, что никогда не изучал поэзию и поэтому выработал собственный стиль, расслабленный и повествовательно-разговорный, нередко с использованием нецензурных выражений и элементов разговорной речи. Кроме того, Шел Силверстин сочинял сленговую поэзию и даже переписал Гамлета в стиле рэп.
Книги Силверстина, переведённые на 20 языков, разошлись общемировым тиражом 20 миллионов экземпляров

## Биография
Ше́лдон А́лан Силверсти́н (англ. Sheldon Allan Silverstein) родился и вырос в Чикаго. Своим первым источником вдохновения он называл Эла Кэппа: «Первым делом я начал перерисовывать Кэппа, он действительно на меня повлиял. Он умел <здорово> вырисовывать фигурки людей, тела, руки», — говорил Силверстин в интервью Стадсу Теркелу. В числе карикатуристов, оказавших на него влияние в ранние годы, Силверстин называл также Верджила Парча (англ. Virgil Partch).

В интервью Publisher’s Weekly он рассказывал:
Когда мне было лет 12-14... я предпочёл бы стать хорошим бейсболистом или иметь успех у девочек, но — в бейсбол играть не умел, танцевать — тоже. К счастью, и девчонки мною не интересовались. Поскольку ничего с этим поделать было нельзя, я начал рисовать и писать. К счастью, мне не пришлось никого копировать, я выработал собственный стиль. Я начал работать прежде, чем узнал, что есть <Джеймс> Тёрбер, <Роберт> Бенчли, <Джордж> Прайс и <Сол> Стейнберг. Я впервые увидел их работы, когда мне было уже за тридцать. К тому времени, как я начал интересовать девочек, я был уже весь в работе, и для меня этот успех потерял важность... Работа вошла в привычку. Оригинальный текст (англ.)When I was a kid—12 to 14, around there—I would much rather have been a good baseball player or a hit with the girls, but I couldn't play ball. I couldn't dance. Luckily, the girls didn't want me. Not much I could do about that. So I started to draw and to write. I was also lucky that I didn't have anybody to copy, be impressed by. I had developed my own style; I was creating before I knew there was a Thurber, a Benchley, a Price and a Steinberg. I never saw their work till I was around 30. By the time I got to where I was attracting girls, I was already into work, and it was more important to me. Not that I wouldn't rather make love, but the work has become a habit.Шел Силверстин, интервью Джин Мерсер, Publishers Weekly
Силверстин поступил в Чикагский художественный институт (англ. Art Institute of Chicago), но ушёл оттуда, проучившись лишь год. Свои первые работы он опубликовал в студенческой газете Roosevelt Torch, затем, поступив на военную службу, — в тихоокеанском филиале газеты «Stars and Stripes»; здесь, в частности, увидел свет его первый сборник комиксов Take Ten (1955). Вернувшись после демобилизации в Чикаго, Силверстин начал работать фриланс-карикатуристом для разных журналов (подрабатывая при этом торговлей хот-догами в парках у стадионов). Его карикатуры публиковали журналы Look, Sports Illustrated и This Week. В 1956 году Силверстин впервые вышел на массовый рынок: книга «Take Ten» была перепечатана издательством Ballantine Books под названием «Grab Your Socks!» (с предисловием Билла Молдина).
В 1957 году Силверстин стал одним из ведущих карикатуристов журнала Playboy, в качестве корреспондента которого отправился в кругосветное путешествие. В общей сложности здесь вышли 23 выпуска его серии «Shel Silverstein Visits…». Эти путевые карикатурные эссе были собраны в одном сборнике «Playboy’s Silverstein Around the World» (2007), с предисловием Хью Хефнера и введением от музыкального журналиста Митча Майерса. Карикатуры Силверстина публиковались в «Плейбое» ежегодно начиная с 1957 года до середины 1970-х годов; один из выпусков был расширен и вышел отдельным изданием под заголовком Uncle Shelby’s ABZ Book (Simon & Schuster, 1961); это был первый его сборник предназначенный исключительно для взрослых. В 1960 году один из самых известных рисунков Силверстина был опубликован на обложке сборника карикатур «Now Here’s My Plan: A Book of Futilities», вышедшего в издательстве Simon & Schuster.

### Книги для детей
Силверстин начал писать для детей по настоятельной рекомендации своего редактора издательства Harper & Row (ныне HarperCollins), Урсулы Нордстрем (англ. Ursula Nordstrom). Publishers Weekly (описывая автора как «сильного, мускулистого, тренированого мужчину, ветерана Корейской войны»), задал ему вопрос о том, как он пришёл к решению начать писать для детей. Силверстин отвечал:
А я к нему и не приходил. Я никогда не собирался ни писать, ни рисовать для детей. Это мой друг Томи Унгерер практически насильно затащил меня, визжащего и упирающегося, в офис Урсулы Нордстрем. И она убедила меня в том, что Томи прав: я вполне могу писать детские книги.
В числе самых известных детских работ Силверстина — бестселлер «Щедрое дерево» (The Giving Tree), «Uncle Shelby’s ABZ», «Полтора жирафа» (A Giraffe and a Half), «Лафкадио, или Лев, который отстреливался» (Lafcadio, the Lion Who Shot Back) — последнюю он называл своей любимой.
Отто Пенцлер в предисловии к антологии детективного романа «Murder for Revenge» (1998) писал о необычайной разносторонности Силверстина, автора поп-хитов, карикатур, детский рассказов и взрослой юмористической прозы, отмечая, что A Light in the Attic провел два года в списках бестселлеров New York Times, чего не могли достичь ни Стивен Кинг, ни Джон Гришем ни Майкл Крайтон.

### Песенное творчество
Интерес к музыке возник у Шела Силверстина ещё в бытность его студентом Chicago College of Performing Arts при Университете Рузвельта. Впоследствии его песни исполняли Томпалл Глейзер («Put Another Log on the Fire»), Лоретта Линн («One’s on the Way»), The Irish Rovers («The Unicorn»), Джонни Кэш («25 Minutes to Go», «A Boy Named Sue»), Бобби Бэйр («Rosalie’s Good Eats Cafe», «The Mermaid», «The Winner», «Tequila Sheila»). Особый успех имело сотрудничество Силверстина с рок-группой Dr. Hook & The Medicine Show, для которой он написал песни, ставшие хитами: в частности, «Sylvia's Mother» и «The Cover of the Rolling Stone».
С Бакстером Тейлором Силверстин написал песню «Marie Laveau», за которую авторский дуэт в 1975 году был удостоен BMI Award. Песня Силверстина «The Ballad of Lucy Jordan», впервые записанная Dr. Hook в 1975 году, позже была исполнена Марианн Фэйтфул (1979) и Белиндой Карлайл (1996), а позже была использована в саундтреках к фильмам Montenegro и «Тельма и Луиза». Песню «Queen of the Silver Dollar» (Dr. Hook, 1972) исполняли позже Дойль Холли (1973), Эммилу Харрис (1975) и Dave & Sugar (1976). Его же «In the Hills of Shiloh» записывали The New Christy Minstrels и Джуди Коллинз. В фильме «Нед Келли» (1970) песни Силверстайна исполняли, в числе прочих, Уэйлон Дженнингс и Крис Кристофферсон.

## Дискография

### Альбомы
- Hairy Jazz (Elektra Records, 1959)
- Inside Folk Songs (Atlantic Records, 1962)
- I'm So Good That I Don't Have to Brag (Cadet Records, 1965)
- Drain My Brain (Cadet Records, 1967)
- Boy Named Sue and Other Country Songs (RCA Records, 1969)
- Ned Kelly (United Artists, 1970) саундтрек
- Who Is Harry Kellerman and Why Is He Saying Those Terrible Things About Me? (Columbia/CBS Records, 1971) саундтрек
- Freakin' at the Freakers Ball (Columbia/CBS Records, 1972)
- Crouchin' on the Outside (Janus Records, collection of I'm So Good... and Drain My Brain, 1973)
- Songs and Stories (Parachute Records, 1978)
- The Great Conch Train Robbery (Flying Fish Records, 1980)
- Where the Sidewalk Ends (Columbia/CBS Records, 1984)
- A Light In the Attic (Columbia/CBS Records, 1985)
- Underwater Land (with Pat Dailey) (Olympia Records, 2002) (выпущен посмертно)
- The Best of Shel Silverstein: His Words His Songs His Friends (Legacy/Columbia/SBMG Records, 2005) (выпущен посмертно)
- Twistable, Turnable Man: A Musical Tribute to the Songs of Shel Silverstein (Sugar Hill, 2010) (трибьют альбома)